# Polizzi Generosa
Polizzi Generosa är en stad och kommun i storstadsregionen Palermo (före 2015  provinsen Palermo) på Sicilien. Staden är belägen på 917 m ö.h. och hade 3 241 invånare (2017). Polizzi Generosa gränsar till kommunerna Caltavuturo, Castellana Sicula, Isnello, Petralia Sottana, Scillato, Sclafani Bagni, Vallelunga Pratameno och Villalba.
Kända personer från staden är kardinalen Mariano Rampolla (1843-1913) och modedesignern Domenico Dolce. Martin Scorseses och Vincent Schiavellis familjer härstammar från staden. Schiavelli skrev en kokbok med recept från staden, och avled där 2005.